# Stephan Bundi
Stephan Bundi (* 1950 in Trun GR) ist ein Schweizer Plakatgestalter und Grafikdesigner.

## Leben und Karriere
Stephan Bundi studierte von 1966 bis 1971 an der Kunstgewerbeschule Bern (heute Hochschule der Künste Bern) und arbeitete anschliessend als Grafiker in einer Berner Werbeagentur. 1973 nahm er sein Studium an der Staatlichen Akademie der Bildenden Künste in Stuttgart auf und studierte dort u. a. unter Kurt Weidemann. Nach Abschluss des Studiums gründete er 1975 sein eigenes Büro in Bern. Ab 1980 unterrichtete er an den Schulen für Gestaltung in Bern und Biel. 1983 Gründungsmitglied Schweizer Grafiker Verband SGV, in den Vorstand gewählt. 1999 nahm er eine Dozentenstelle an der Hochschule für Gestaltung Bern an. Seit 2008 ist er Gastprofessor am Design College, Arts Institute Nanjing, China. In die renommierte Alliance Graphique Internationale wurde er 2001 aufgenommen, von 2010 bis 2016 präsidierte er die Schweizer Gruppe.
Stephan Bundi lebt in Boll bei Bern, in einer Siedlung der Atelier 5 Architekten, wohin er sein studio 2003 verlegt hat.

## Werke
Bundi ist mit seinen Postern auf vielen Plakatbiennalen und -triennalen vertreten, gewann 1989 Gold auf der Internationalen Poster Triennale in Mons und wurde bei der 20. Internationalen Posterbiennale in Warschau 2006 mit dem Icograda Excellence Award ausgezeichnet. 2010 gewann er Gold an der 11th International Poster Biennial of Mexico und Gold beim Joseph Binder Award, Design Austria. 2011 gewann er erneut Gold an der 2nd Chicago International Poster Biennial. 2013 wurde ihm der Grand Prix (Golden Poster) an der 7th International Triennial of Stage Poster Sofia zugesprochen. Für den Swiss Poster Award wurde er mehrmals nominiert, zweimal erhielt er Gold, fünfmal Silber und zweimal Bronze. Der Red Dot Award Communication Design wurde ihm bisher 23-mal verliehen, 2023 den Red Dot Award Best of the Best. Weitere Auszeichnungen erhielt er vom Art Directors Club New York, vom Type Directors Club New York sowie vom Wettbewerb 100 beste Plakate Deutschland Österreich Schweiz. Graphis Poster Annual (New York) zeichnete seine Plakate mit 9 Platin und 67 Gold Awards aus. 2023 erhielt er den Grand Prix, der 2nd International Poster Art Biennale, BIPB in Seoul. Das Plakat «Tartuffe» aus dem Jahr 2008 gehört zu den meistprämierten modernen Plakaten. Es wurde mit Gold an den Biennalen in Chicago und Mexiko ausgezeichnet, erhielt den Joseph Binder Gold-Award in Wien, wurde mit Platin beim Graphis Poster Annual (NY) geehrt, bekam Silber beim Swiss Poster Award und eine Honorary Mention an der Biennale in Warschau sowie weitere Auszeichnungen.
Seine Plakate sind in den wichtigsten internationalen Designsammlungen vertreten, so im Museum of Modern Art in New York, im Museum of Modern Art in Toyama (Japan), im Deutschen Plakatmuseum in Essen und in der Bibliothèque nationale de France Muzeum Plakatu w Wilanowie, Warszawa, The Hermitage Museum, 21 Century Foundation, St. Petersburg.